# Fred Lauer
Fred Lauer   (Chicago, 13 d'octubre de 1898 - Phoenix, 17 de desembre de 1960) va ser un waterpolista estatunidenc que va competir durant la dècada de 1920 i 1930.
El 1924 va prendre part en els Jocs Olímpics de París, on va disputar la competició de waterpolo, en què guanyà la medalla de bronze. El 1932 va ser convocat per jugar als Jocs de Los Angeles, però en no disputar cap partit no va rebre la medalla de bronze que guanyà l'equip estatunidenc. El 1936 va disputar els Jocs Berlín, on fou novè en la competició de waterpolo.
Guanyà el campionat indoor de waterpolo l'AAU en sis ocasions, 1924, 1927, 1930 i entre 1932 i 1934.